# Journée du 10 août 1792
Pour les articles homonymes, voir Dix-Août et Révolution française (homonymie).
Révolution française
Batailles
- Émeutes des 12 et 13 juillet 1789
- Prise de la Bastille
- Journées des 5 et 6 octobre 1789
- Fusillade du Champ-de-Mars
- Journée du 20 juin 1792
- Prise des Tuileries
- Massacres de Septembre
- Journées du 31 mai et du 2 juin 1793
- 9-Thermidor
- Insurrection du 12 germinal an III
- Insurrection du 1er prairial an III
- Insurrection royaliste du 13 vendémiaire an IV
- Coup d'État du 18 fructidor an V
- Coup d'État du 30 prairial an VII
- Coup d'État du 18 Brumaire

La journée du 10 août 1792 est, après le 14 juillet 1789, l'une des journées les plus décisives de la Révolution française, au point que certains historiens la qualifient de « Seconde Révolution ». Cette journée est organisée et menée par la Commune insurrectionnelle de Paris et par les sections parisiennes. Après plusieurs assauts, la foule d'insurgés prend le palais des Tuileries, siège du pouvoir exécutif. C’est aussi la première fois, depuis le début de la Révolution, qu’une journée révolutionnaire est dirigée également contre l’Assemblée. Cette journée révolutionnaire consomme la chute de la monarchie constitutionnelle. Sa préparation est trop complexe pour qu’on puisse en attribuer la responsabilité à un individu ou à une faction.
La journée du 10 août 1792 marque également le début de la première Terreur,,,,,, dont le point culminant est les massacres de Septembre. Cette première période prend fin avec la réunion de la première session de la Convention nationale le 21 septembre 1792 qui abolit la monarchie et la victoire de Valmy, acquise le même jour et connue à Paris le lendemain.
Cette insurrection et ses conséquences sont communément appelées par les historiens de la Révolution française simplement « le 10 août » ; les autres désignations sont « journée du 10 août », « prise des Tuileries », « insurrection du 10 août » ou « massacre du 10 août ». En Suisse, d'où vient la garde du même nom, cette journée est connue sous le nom de « massacre des Tuileries ».

## Situation de la monarchie

### Dégradation du pouvoir royal
Déjà, lors de la réunion des États Généraux le 5 mai 1789, Louis XVI, qui bénéficie d’une belle popularité et du respect de ses sujets, déçoit dans leurs espoirs les représentants du tiers état en se montrant incapable de comprendre et de suivre l’importance des changements qui s’opèrent dans son royaume. L’arrivée d'une foule parisienne, le 5 octobre 1789 à Versailles, venant de Paris pour ramener la famille royale au Palais des Tuileries où elle demeure désormais sous la surveillance des Parisiens, a atteint profondément et durablement le prestige de la monarchie.
Après l'équipée de Varennes le 20 juin 1791, qui constitue l’un des actes principaux de la Révolution, c’est une monarchie sous tutelle, totalement discréditée, qui se réinstalle aux Tuileries, ne retrouvant le pouvoir que par la volonté des députés constitutionnels et royalistes de la constituante.
À partir de ce moment, Louis XVI, qui n'a jamais accepté la perte de ses pouvoirs, ne croit plus pouvoir ressaisir ceux-ci et restaurer son autorité que par l’aide et la victoire des armées des princes étrangers contre les révolutionnaires. En moins d’un an, le roi, hésitant, indécis, mal conseillé, laisse aller les événements, ruinant ainsi les dernières chances qui lui auraient permis de sauver son trône.

## Contexte
Depuis le début de l'année 1792, la France était entrée dans sa première guerre révolutionnaire. En avril, événement sans précédent, le roi forme un cabinet de gouvernement avec les Girondins. Le 20 avril 1792, la guerre est déclarée contre les Autrichiens.
Les premières batailles sont un désastre pour la France, et la Prusse rejoint l'Autriche dans une alliance contre la France. Au début, le délai nécessaire à sa préparation permet à la France de former une armée.
La Révolution, à cette date, est en train d'entrer dans une phase plus radicale. L'Assemblée législative fait passer une série de décrets, notamment contre les prêtres réfractaires, qui refusent de prêter serment à la constitution civile du clergé, ce qui entraîne, au début du mois de juin, un conflit entre Louis XVI et ses ministres girondins. Lorsque le roi envisage de former un nouveau cabinet avec les Feuillants, monarchistes constitutionnels modérés, le fossé s’élargit entre le roi et une grande part des chefs de l'Assemblée, ainsi qu'avec la majorité du peuple parisien.
Le 20 juin, la foule armée envahit le hall de l'Assemblée législative et les appartements royaux aux Tuileries, mais ne s'attaque pas au roi. La Fayette essaie d'utiliser cette circonstance pour mettre fin au conflit interne à Paris, mais le peuple, les députés et la Cour le soupçonnent de n'agir qu'en vue de ses ambitions personnelles.
Une dernière proposition des Girondins est refusée et les Feuillants sont renversés. Les Girondins effectuent alors un tournant à gauche pour s’unir à ceux qui sont prêts à recourir à la force pour renverser la monarchie. Dans un discours à l'Assemblée, Pierre Victurnien Vergniaud questionne directement le roi sur des questions rhétoriques : « La Constitution vous laissa-t-elle le choix des ministres pour notre bonheur ou notre ruine ? ». Brissot est encore plus direct : « Et moi je dis que frapper sur la cour des Tuileries c’est frapper ces prêtres d’un seul coup ! On vous dit de poursuivre partout les intrigants, les factieux, les conspirateurs… Et moi je vous dis que tous disparaissent si vous frappez sur le cabinet des Tuileries, car ce cabinet est le point où tous les fils aboutissent, où se trament toutes les manœuvres, d’où partent toutes les impulsions ! La nation est le jouet de ce cabinet, c'est-à-dire de quelques intrigants qui le dominent ; voilà le secret de notre position, voilà la source du mal, voilà où il faut porter le remède, et un remède vigoureux […] ».

## La Patrie en danger

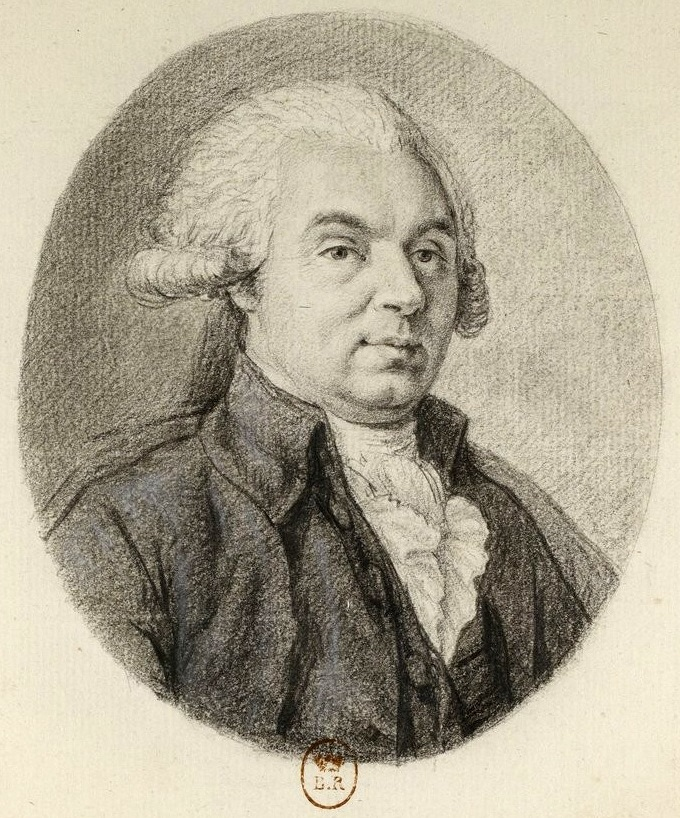
Jérôme Pétion de Villeneuve

Le 11 juillet, l'Assemblée législative déclare « la Patrie est en danger ». Tous les citoyens en mesure de prendre les armes et de servir dans la Garde nationale sont placés en service actif. Des piques sont distribuées à ceux qui ne peuvent se procurer d'armes, et des drapeaux sont placés dans les espaces publics, avec ces mots : « Citoyens ! 
La Patrie est en danger ! » Le 14 juillet (troisième anniversaire de la prise de la Bastille), des festivités patriotiques sont organisées. Pétion, démis de ses fonctions de maire de Paris à cause de sa conduite durant les événements du 20 juin, est réintégré dans ses fonctions. Les grenadiers monarchistes constitutionnels du bataillon des Filles-Saint-Thomas affrontent le bataillon des Fédérés de Marseille, mais c'est le dernier acte de résistance de la faction monarchiste modérée. Le club des Feuillants, les compagnies de grenadiers et chasseurs de la Garde nationale qui forment la force de la bourgeoisie sont dissous.
Pendant ce temps, les armées alliées autrichiennes et prussiennes arrivent le long des frontières. La plupart des soldats « constitutionnels » (monarchistes), ainsi qu'une part des régiments suisses, stationnent à Paris. Au même moment, la Garde nationale, formée de la bourgeoisie, est ouverte au recrutement dans les classes plus basses. La déclaration du duc Charles-Guillaume-Ferdinand de Brunswick-Wolfenbüttel, militaire prussien, le 25 juillet 1792, annonçant que les Alliés entreraient en France pour restaurer l'autorité royale, investiraient militairement l'Assemblée et la ville de Paris au moindre outrage envers le roi de France, est connue à Paris le 1er août et excite la fureur et les aspirations républicaines des révolutionnaires.

## Vers l'insurrection

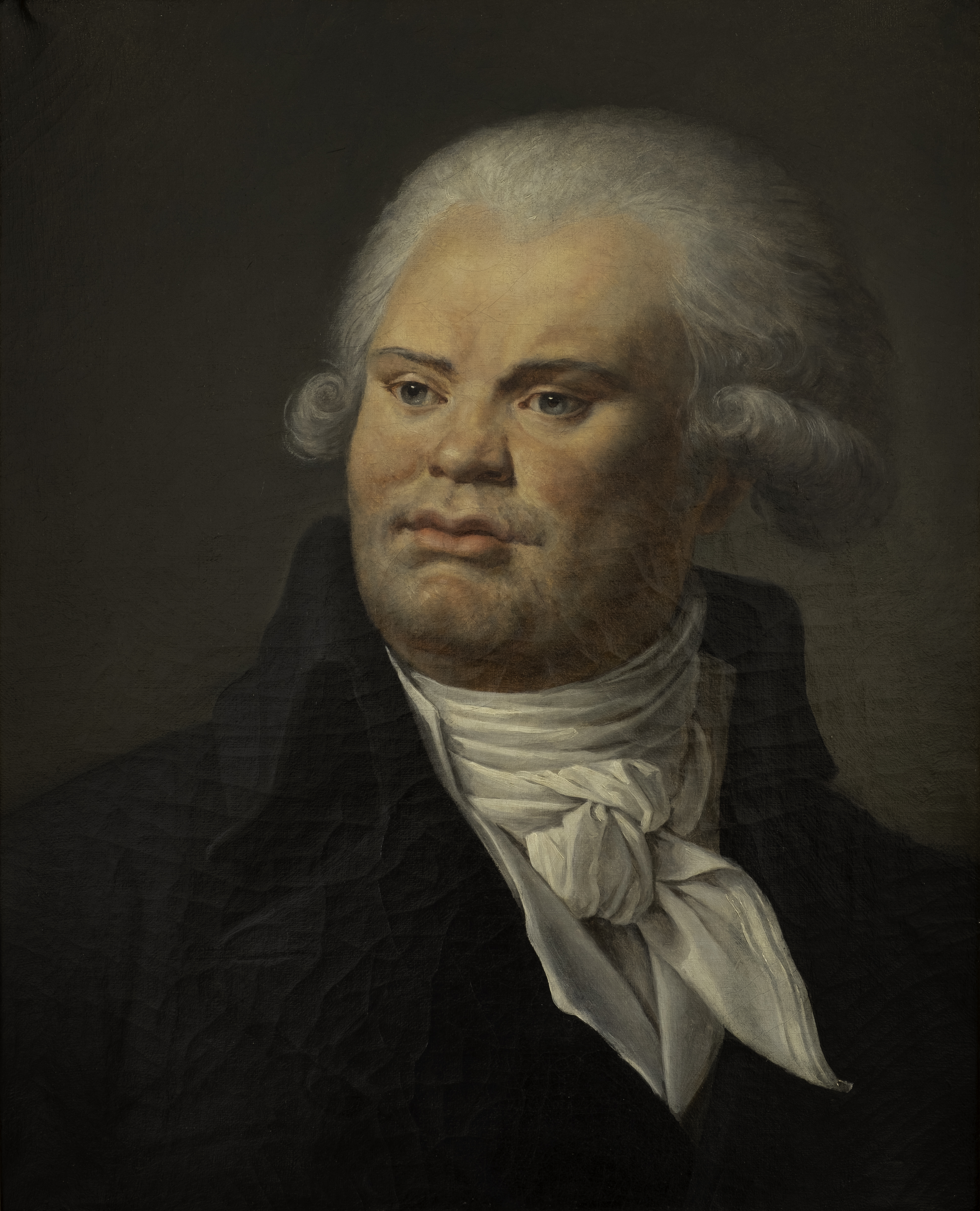
Georges Jacques Danton

Le grand esprit de cette nouvelle révolution est Danton, un avocat âgé de 32 ans seulement, qui ne siège pas à l'Assemblée, mais dirige l'ancien district des Cordeliers, un des plus républicains, et dispose d'un grand ascendant sur le petit peuple parisien. Danton et ses amis et alliés — Maximilien de Robespierre, Camille Desmoulins, Fabre d'Églantine, Jean-Paul Marat, entre autres — sont aidés dans leur tâche par la crainte de l'invasion.

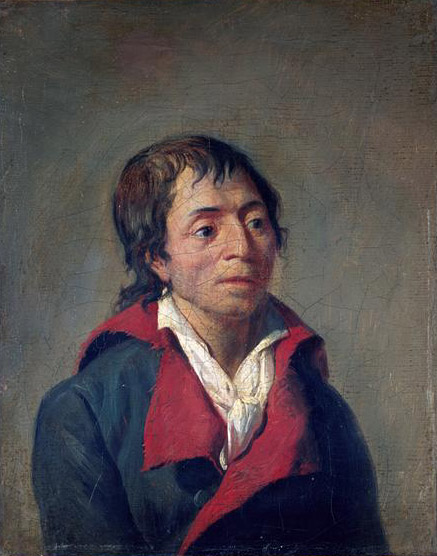
Jean-Paul Marat

Les volontaires et fédérés arrivent sans cesse à Paris et, alors qu'un grand nombre désire rejoindre l'armée, les Jacobins enrôlent ceux qui acceptent leur invitation, notamment environ 500 Marseillais emmenés par le girondin Barbaroux. François-Auguste Mignet écrit que « leur entreprise fut plusieurs fois projetée et suspendue. Le 26 juillet, une insurrection devait éclater mais elle était mal ourdie et Pétion l'arrêta. Lorsque les fédérés marseillais arrivèrent pour se rendre au camp de Soissons, les faubourgs devaient aller à leur rencontre, et marcher avec eux à l'improviste contre le château. Cette insurrection manqua encore. Cependant l'arrivée des Marseillais encouragea les agitateurs de la capitale ». Il est alors décidé de porter le coup décisif le 10 août mais le rôle du comité insurrecteur est mal connu.
Les clubs politiques discutent ouvertement du détrônement du roi, et le 3 août, Pétion parle à l'Assemblée, demandant la fin de la monarchie au nom de la commune et des sections. Le 8 août, la mise en accusation de La Fayette est discutée. « Il fut absous ; mais tous ceux qui avaient voté pour lui furent hués, poursuivis et maltraités par le peuple, au sortir de la séance », dont Vincent-Marie Viénot de Vaublanc et Quatremère de Quincy. Ce harcèlement s'accompagne de menaces de mort ou d'invasion de leur domicile.

## Insurrection
Le peuple parisien ne veut pas attendre le résultat de la dernière proposition de Pétion de poursuivre le travail par la voie législative. La section des Quinze-vingts déclare le 9 août que, si le détrônement n'est pas prononcé le jour même, à minuit elle sonnera le tocsin et attaquera la résidence royale des Tuileries. La totalité des quarante-huit sections de Paris, sauf une, la suit. Pétion informe l'Assemblée législative que les sections ont « repris leur souveraineté » et qu'il n'a pas d'autre pouvoir sur le peuple que celui de sa persuasion.
Dans la nuit du 9 une nouvelle Commune révolutionnaire prend possession de l'Hôtel de ville de Paris, siège du gouvernement. Le plan des Jacobins de l'Assemblée, soutenu par l'armée des fédérés, est de dissoudre le département de Paris, pour démettre Pétion, instituer une commune insurrectionnelle (un gouvernement municipal) et prendre les Tuileries d'assaut.

### Comité provisoire

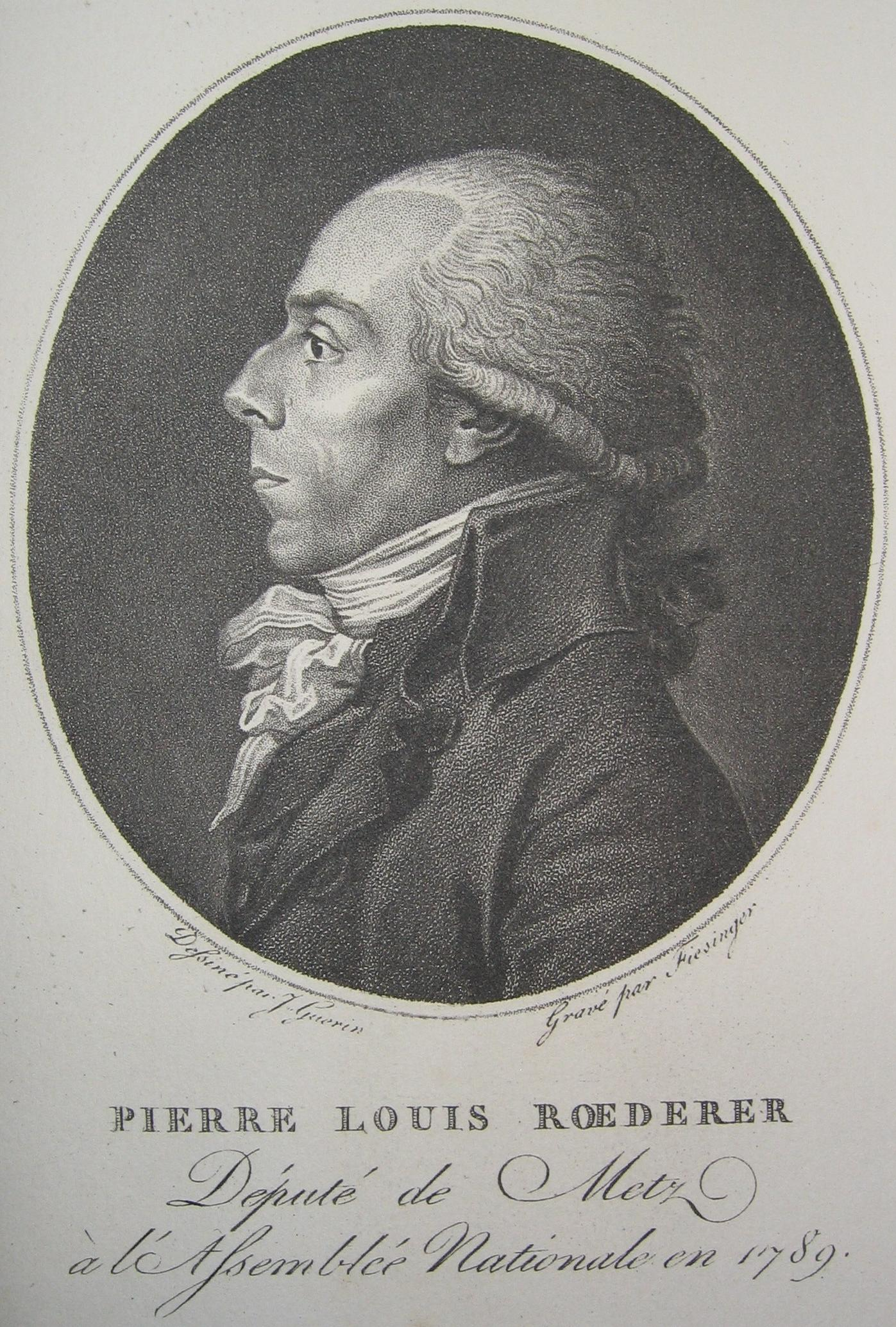
Pierre-Louis Roederer

À minuit, le tocsin sonne. Les insurgés nomment un comité provisoire de la Commune, qui dirige l'insurrection depuis l'Hôtel de Ville. Pétion est aux Tuileries, où il est convoqué par le roi, qui voulait s'assurer par lui de l'état de Paris, et reçoit l'autorisation de répondre à la force par la force.
Une partie de l'Assemblée, réveillée par le tocsin, a démarré une session d'urgence sous la présidence de Vergniaud. Apprenant que Pétion est aux Tuileries, ils pensent qu'il a été arrêté et veulent le faire délivrer. Ils lui font demander, comme l'avait fait le roi auparavant, de donner un état de Paris. Il vient, à cette requête. Une députation de l'Hôtel de Ville s'informe de lui auprès de l'Assemblée, supposant également qu'il est prisonnier. Il part avec elle et devient en fait prisonnier de la commune insurrectionnelle, sous la garde de trois cents hommes.
Sur le conseil de Danton, la nouvelle commune somme alors le marquis de Mandat, commandant de la Garde Nationale, de se présenter à elle. C'est un piège. Ne connaissant pas le changement de régime à l'Hôtel de Ville, il obéit à cet ordre. Il est arrêté, accusé d'avoir autorisé les troupes à tirer sur le peuple. Alors qu’il est envoyé à la prison de l'Abbaye, la foule le tue lorsqu'il quitte l'Hôtel de Ville. La commune confère immédiatement le commandement de la Garde nationale à Santerre.
Pierre-Louis Roederer, le greffier du département de Paris, passait la nuit aux Tuileries. Les préparatifs des Jacobins étant connus, un certain nombre de mesures de défense avaient été prises. La Chronique des Cinquante jours de Roederer rapporte que, vers quatre heures du matin, la reine Marie-Antoinette l'avait appelé, et qu'il avait alors été prévenu que le roi et la famille royale voulaient se réfugier à l'Assemblée Législative. « Vous proposez, dit Dubouchage, de livrer le roi à l'ennemi ». Roederer remarqua alors que seulement deux jours auparavant, les deux tiers de l'Assemblée s'étaient prononcés en faveur de La Fayette, et avaient soutenu que son plan était le moins dangereux. La reine décide néanmoins de résister par la force, et Roederer y consent.
Lachesnaye, qui commandait les troupes au non-retour inexpliqué de Mandat, dit que les troupes de la Garde Nationale sont prêtes à la défense, mais il proteste contre la présence d'aristocrates « irréguliers ». Mandat avait auparavant conseillé la reine de disperser ces gentilshommes, en vain, arguant que leur présence décourageait le zèle des constitutionnels. Comme Mandat avant lui, Lachesnaye est contredit par la reine : « Je réponds d'eux où qu'ils soient ; ils avanceront en premier ou en dernier, dans les rangs, comme vous le voulez ; ils sont prêts à tout ce qui est nécessaire; ce sont des hommes sûrs ». Joly, ministre de la justice et Champion, ministre de l'intérieur sont envoyés à l'Assemblée pour s’informer du danger, et pour solliciter son aide et celle des commissaires.
La revue des troupes par le roi à cinq heures du matin montre que celui-ci ne peut pas compter sur tous ses protecteurs officiels. Les cris de « vive le Roi ! » mêlés aux cris de « vive la Nation ! » et parfois « vive Pétion ! » retentissent. Les bataillons armés de piques sont ouvertement hostiles, criant « à bas le veto ! » et « à bas le traître ! ». Lorsque Louis XVI rentre, ils quittent leurs positions pour se placer près du Pont Royal et tournent leurs canons contre le château. Deux autres bataillons, qui stationnent dans la cour, les imitent et se placent sur la place du Carrousel en position d'attaque.

### Marche sur les Tuileries

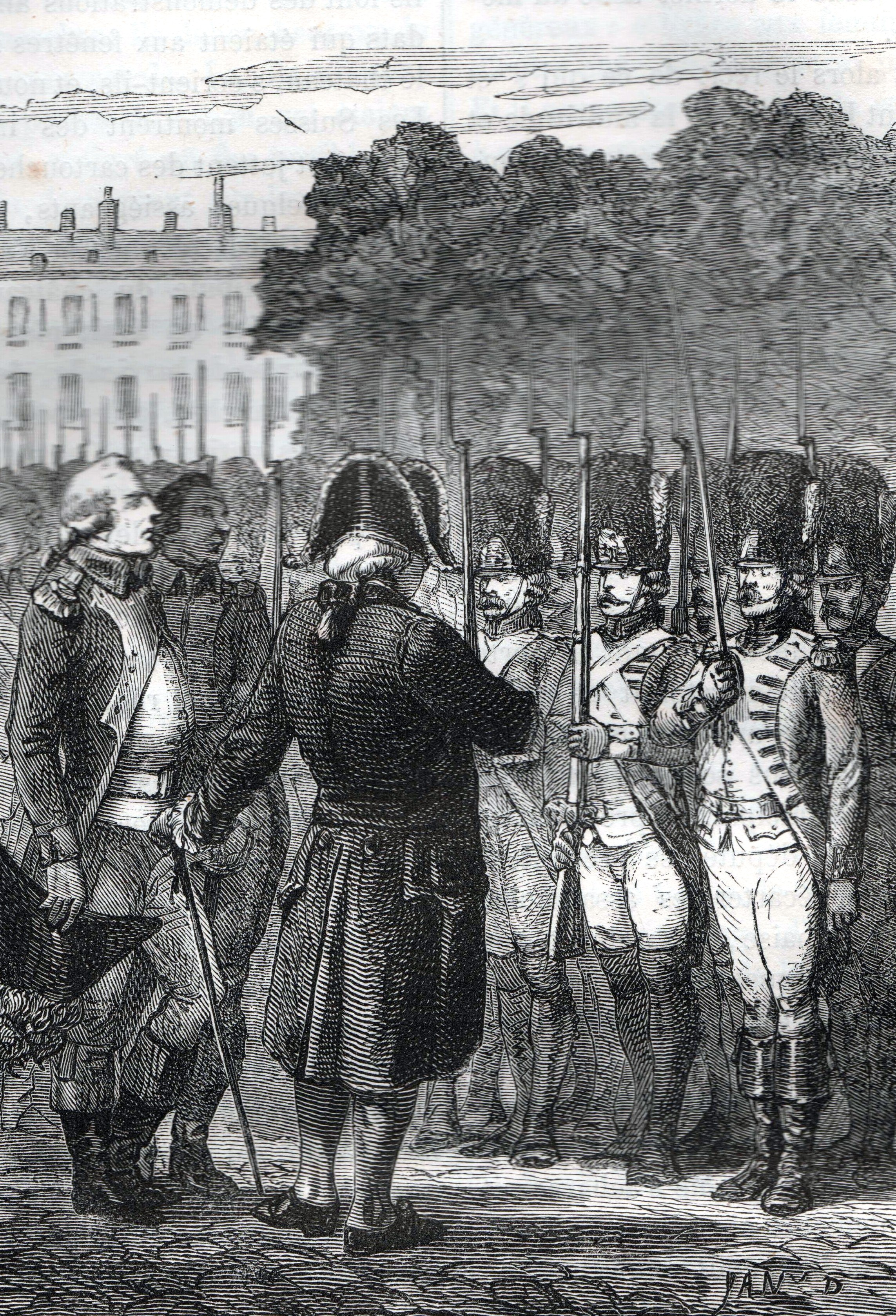
Louis XVI traversant les rangs des troupes défendant le Palais des Tuileries avec Augustin-Joseph de Mailly, maréchal de France avant les combats de la journée du 10 août 1792. Illustration de Yan' Dargent, XIXe siècle.

Pendant ce temps, les insurgés avaient forcé l'arsenal, s'étaient armés et avançaient en plusieurs colonnes. La colonne forte de 15 000 personnes du faubourg Saint-Antoine sur la rive droite et la colonne de 5 000 insurgés du faubourg Saint-Marceau sur la gauche entament leur marche vers six heures ; leur nombre augmente au fur et à mesure de leur progression. Les artilleurs se sont placés sur le Pont-Neuf avec la consigne du département d'empêcher la jonction de ces colonnes, mais Manuel, le greffier de la ville, leur demande de se replier et le passage est alors libéré.
Tôt dans la matinée du 10 août, les insurgés assaillent les Tuileries. L'avant-garde des faubourgs, composée de fédérés marseillais et bretons se déploie sur le Carrousel, tournant ses canons contre le château. Joly et Champion reviennent de l'Assemblée, considérant que les soixante ou quatre-vingts membres présents ne sont pas suffisamment nombreux et que leur proposition n'a pas été entendue.
Les membres du « département », menés par Roederer, le chef du département, se présentent eux-mêmes devant la foule, faisant observer qu'une si grande foule ne pourrait accéder au roi, ou devant l'Assemblée nationale, et leur conseillent d'envoyer vingt députés avec leurs requêtes, mais ils ne sont pas écoutés. La foule se tourne vers la Garde nationale, lui rappelant l'article de loi qui lui demande de répondre à la force par la force s'ils sont attaqués. Une toute petite part de la Garde nationale semble disposée à agir ainsi ; et une charge de canon est la seule réponse des artilleurs. Roederer, voyant que les insurgés sont toujours triomphants, car ils sont maîtres du terrain, et qu'ils disposent de la force du nombre et de troupes, retourne précipitamment au château, à la tête du directoire exécutif.
Outre quelques aristocrates armés et un certain nombre de membres de la Garde nationale (y compris les officiers ayant récemment démissionné), le palais est protégé par les Gardes suisses, soit environ 950 hommes. Seule une compagnie de ces gardes est normalement stationnée aux Tuileries, mais le retour du régiment (moins un détachement de 300 hommes restés pour escorter un convoi de grains en Normandie peu de jours auparavant) avait consigné dans leurs quartiers les hommes durant la nuit du 9 au 10 août. Cependant, le départ de Mandat et des morts significatives affectent la situation. La Garde nationale voulait probablement (comme le prévoyait l'accord avec Mignet) obéir aux ordres de Mandat pour employer la force contre la foule mêlée de gardes provinciaux et de parisiens, mais ils se trouvent eux-mêmes côte à côte avec les nobles et les royalistes et manquant d'un commandement propre, ils sont alors dispersés et fraternisent avec les assaillants.

### Départ du Roi
L'Encyclopædia Britannica de 1911 affirme que sans la Garde nationale, la disparité des forces n'était pas assez grande pour rendre la résistance tout à fait désespérée, mais que Louis XVI se laissa persuader de trahir sa propre cause et de se retirer sous la protection de l'Assemblée. Mignet rendit un compte plus circonstancié basé sur les mémoires de Roederer :
« Le roi convoqua un concile comprenant la reine et les ministres. Un officier municipal venait juste de sonner l'alarme en annonçant que les insurgés étaient en train de s'avancer sur les Tuileries.
— Eh bien! que demandent-ils ? demanda Joly, garde des sceaux.
— La déchéance, répondit l'officier.
— Que l'assemblée la prononce enfin !, ajouta le ministre.
— Mais que deviendra le roi ? s'enquit la reine. L'officier municipal garda le silence.
À ce moment-là Roederer arriva, et intensifia l'état d'alerte en annonçant que le danger était extrême ; que les insurgés ne négocieraient point, qu'il n'était pas possible de se reposer sur la Garde nationale.
— Sire, dit-il dans l'urgence, Votre Majesté n'a pas cinq minutes à perdre ; il n'y a de sûreté pour elle que dans l'Assemblée nationale ; c'est l'opinion du département que vous devez y revenir sans délai. Il n'y a pas assez d'hommes dans la cour pour défendre le château ; et nous ne sommes pas sûrs d'eux.
À la mention de défense, les artilleurs déchargèrent leur canon. Le roi répondit, en premier, qu'il n'avait pas remarqué grand-monde sur la place du Carrousel ; et la reine approuva vivement, disant que le roi avait des forces pour défendre le château. Mais, devant l'état d'urgence ravivé par Roederer, après l'avoir attentivement fixé pendant quelques minutes, le roi se tourna vers la reine et lança :
— Marchons.
— Monsieur Roederer, dit Madame Élisabeth, s'adressant au greffier, répondez-vous de la vie du roi ?
— Oui, madame, sur la mienne, répondit-il. Je marcherai immédiatement devant lui. »
Du fait de l'absence dans le château du colonel Louis-Auguste d'Affry, colonel du régiment des Gardes suisses, qui reste à son domicile toute la journée étant malade, le major Karl Josef von Bachmann prend le commandement du régiment des Gardes suisses. Voyant la foule qui menace d'envahir les Tuileries, il propose au roi de l'accompagner à l'Assemblée nationale, qui siège à côté. Aussi, traversant le jardin des Tuileries, il accompagne Louis XVI et sa famille jusque dans la loge du greffier de l'Assemblée nationale, où la famille royale reste toute la journée. Dans ses mémoires, Madame de Tourzel, gouvernante des enfants de France, raconte ainsi la scène : « Nous traversâmes tristement les Tuileries pour gagner l'Assemblée. MM. de Poix, d'Hervilly, de Fleurieu, de Bachmann, major des Suisses, le duc de Choiseul, mon fils et plusieurs autres se mirent à la suite de Sa Majesté mais on ne les laissa pas entrer ». Traversant le jardin des Tuileries et marchant sur des feuilles tombées des arbres, Louis XVI aurait dit : « Comme les feuilles tombent vite, cette année ».
La foule envahit la cour du château et cherche à gagner les étages supérieurs. Revenu dans le château, Bachmann demande un ordre précis du roi, et cet ordre ne venant pas, il organise la défense des Gardes suisses qui font face à l'invasion des émeutiers.

### Arrivée du roi à l'Assemblée
Le député Vincent-Marie Viénot de Vaublanc raconte dans ses mémoires l'arrivée du roi à l'Assemblée : « Un instant avant l'entrée du roi, les députés qui siégeaient à l'extrémité gauche s'aperçoivent que des hommes portant des uniformes, sont prêts à entrer dans la salle par le côté même qu'ils dominaient ; ils se lèvent […] ils s'écrient qu'aucun militaire ne peut entrer. M. Roederer se rend à la barre, demande à faire entrer les gardes nationales qui accompagnent le roi, pour faciliter son passage. L'Assemblée est dans la plus grande agitation […] ».
« Enfin, un grenadier, […], entre, tenant le dauphin dans ses bras, et le dépose […] sur le bureau des secrétaires. Le jeune prince, […] n'entendit retentir que les plus vifs applaudissements, et ne vit que l'expression du plus tendre intérêt. […] La reine entra avec beaucoup de dignité. Un ministre lui donnait la main. […] Madame et Mme Élisabeth étaient avec elle. Elles se placèrent au banc des ministres […] ».
« Le roi parut, et tous les yeux se tournèrent vers lui. Il était vêtu d'un habit de soie violet, parce qu'il portait le deuil. Placé auprès du président, il parla ainsi : « Je suis venu ici pour éviter un grand crime, et je me croirai toujours en sureté avec ma famille, au milieu des représentants de la nation ». Ces mots furent suivis des plus vifs applaudissements. Il ajouta : « J'y passerai la journée » ». […] « Guadet, qui présidait en ce moment, lui répondit : « L'Assemblée nationale connait tous ses devoirs. Elle regarde comme un de ses plus chers le maintien de toutes les autorités constituées. Elle demeurera ferme à son poste. Nous saurons tous y mourir. » ».

### Attaque des Tuileries

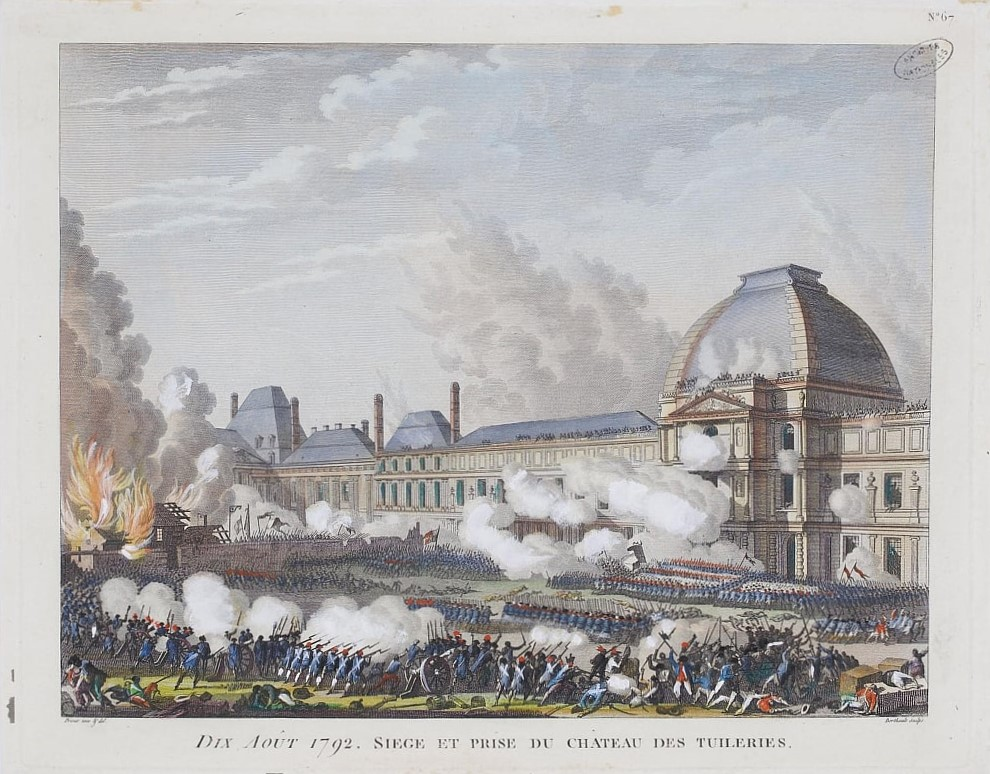
Siège et prise des Tuileries le 10 août 1792.

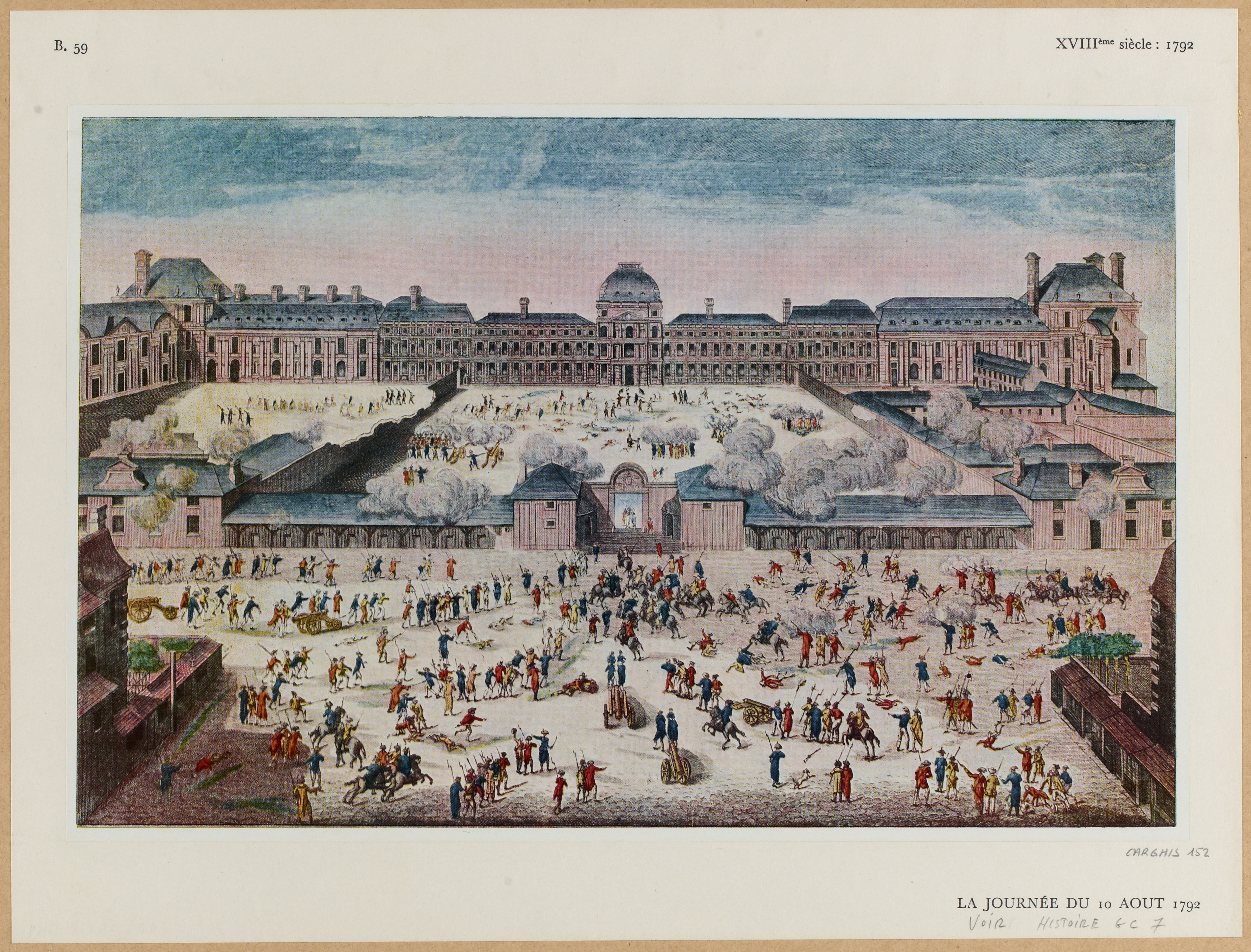
Gravure du siège des Tuileries, (musée Carnavalet).

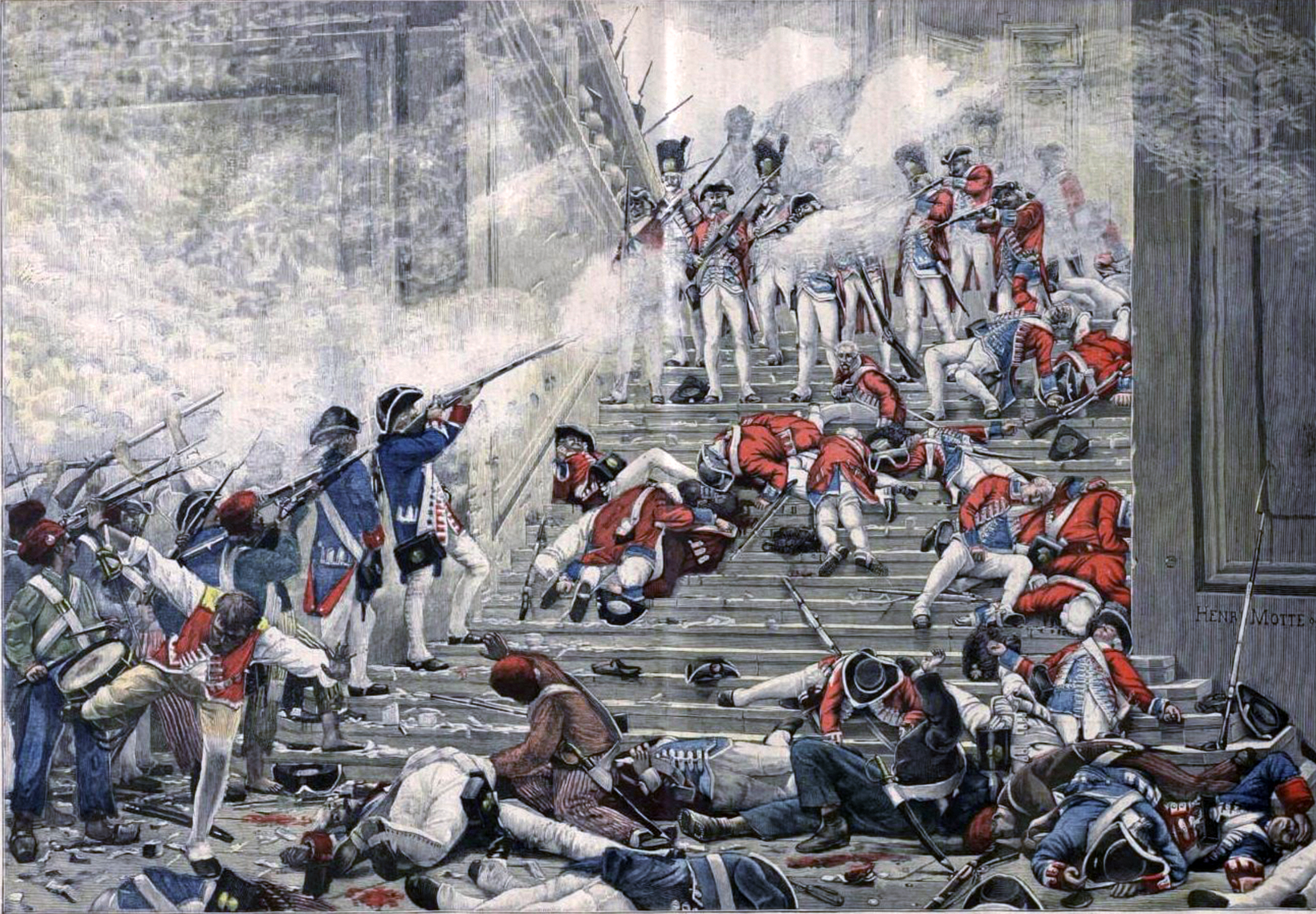
Affrontement entre les Suisses et les insurgés (dessin d'Henri-Paul Motte, 1892).

Certains assaillants avancent amicalement, et les Gardes suisses jettent quelques cartouches à la fenêtre en gage de paix. Cependant, le feu est ouvert, sans que l'on sache de quel côté le coup est parti en premier, ni s'il a été intentionnel. La Garde suisse, régiment discipliné et professionnel ayant une tradition de service de la monarchie française (en vertu de traités anciens dénommés « Capitulations »), a d'abord l'avantage, mais est largement dépassée en nombre par les forces adverses, soutenues par des canons. Progressant depuis la cour faisant face au palais, les Suisses sont pris sur le flanc depuis la galerie du Louvre et se replient sur l'entrée principale.
D'après G. Lenotre, « Tandis que des deux parts on s'invective par des cris et par des signes, quelques patriotes plus hardis que les autres s'avancent jusqu'au pied de l'escalier, sous l'arcade du grand péristyle. Ils y saisissent deux factionnaires suisses avec des piques à crochets, et les désarment en faisant de grands éclats de rire. Les Suisses de ce poste, aux ordres des capitaines Zusler et Castelberg, se mettent en bataille, partie sur les marches du péristyle, partie sur le perron de la chapelle, et font feux sur les piques qui venaient d'accrocher deux de leurs camarades.
Le bruit de cette décharge donne le signal du combat ; alors le canon, la mousqueterie jouent sur le chateau, et l'action s'engage des deux parts. Les Suisses, les nobles, les grenadiers, tous les gens du chateau tirent d'en haut, d'en bas, sur la multitude qui riposte par le fusil et la canonnade. La première décharge des gens du chateau fut très meurtrière : les Marseillais et les Brestois y perdirent un grand nombre des leurs...»
La Garde nationale ralliée aux insurgés retourne à l'attaque. La position des Suisses devient de plus en plus difficile à tenir, leurs munitions diminuant tandis que les pertes augmentent. Le roi avait envoyé une note (préservée à ce jour) leur ordonnant de cesser le feu et de se retirer dans leur caserne de Courbevoie. Il semble que son intention était d'épargner d'ultérieures effusions de sang. De fait, en leur ordonnant de rendre les armes en plein combat, il sacrifie les Suisses.
En exécution de la note du roi, l'on ordonne aux défenseurs de se désengager. Le corps principal du régiment bat en retraite à travers le palais et se retire à travers les jardins, à l'arrière de l'édifice. Près de la fontaine centrale, les Suisses dépassés en nombre sont morcelés en petits groupes et taillés en pièces. Ceux qui sont restés dans le palais sont pourchassés et tués, de même qu'un certain nombre de domestiques et de courtisans ne pouvant se mêler à la foule. Des actes d'anthropophagie seraient commis.
Des 800 à 900 Gardes suisses présents aux Tuileries, environ 300 meurent sur place, tués au combat ou massacrés en tentant de se rendre aux attaquants furieux à cause des coups de feu tirés sur la foule. De leur côté, les révolutionnaires dénombrent 300 victimes. Le lendemain du massacre, les cadavres des Suisses tués dans les escaliers, les cours et les jardins des Tuileries sont jetés pêle-mêle dans une vaste tranchée creusée à cet effet rue du Faubourg-Poissonnière, non loin de la barrière Poissonnière. Environ 60 Suisses faits prisonniers à l'Hôtel de Ville sont massacrés là-bas. D'autres mourront en prison des suites de leurs blessures. Des officiers et sous-officiers seront tués lors des massacres de Septembre, dont Karl Josef von Bachmann, commandant de la Garde lors de la prise des Tuileries le 10 août, guillotiné.
Les gentilshommes en armes, estimés à environ 200, passèrent inaperçus en habits civils et furent pour la plupart capables de s'échapper en profitant de la confusion. Parmi les gardes rescapés, 350 passèrent par les armées républicaines, beaucoup rejoignant les Vendéens ; 389 reçurent en 1817 de la Diète une médaille commémorative officielle intitulée Treue und Ehre (« fidélité et honneur »).

## Demande de déposition du roi

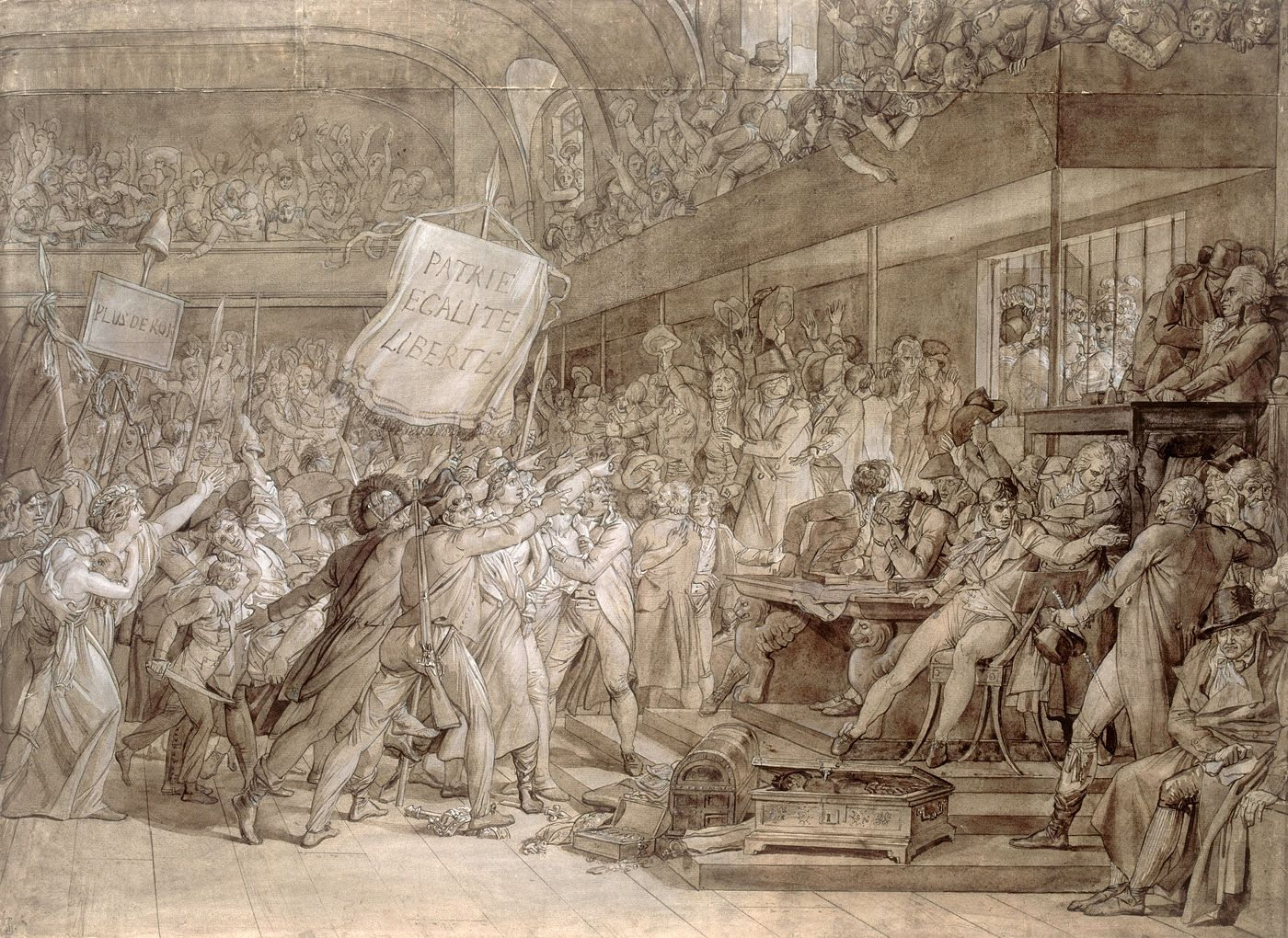
Le 10 août 1792, toile de François Gérard, musée du Louvre.

À l'arrivée des insurgés victorieux, l'Assemblée émet une proclamation demandant au peuple de respecter la justice, leurs magistrats, les droits de l'homme, la liberté et l'égalité. Mais la foule et ses chefs ont tout le pouvoir entre leurs mains, et sont déterminés à l'utiliser. La nouvelle municipalité vient affirmer leur autorité, précédée de trois bannières portant les inscriptions « Patrie, liberté, égalité ». Ils exigent la déposition du roi et l'institution d'une Convention nationale. Le corps des députés se joint à cette exigence.
Un reste de l'Assemblée législative, à majorité jacobine, se sent contrainte de céder, sans prendre sur elle de déposer le roi. À la place, à l'initiative de Vergniaud, ils votent à l'unanimité la convocation de la Convention exigée, la révocation des ministres et la suspension du roi (et non pas sa déposition).
Un concile exécutif ad hoc est établi. Environ quatre mille prêtres, qui refusent de prêter serment, sont exilés. Les membres de la commission sont répartis dans le corps des armées afin de s'en assurer. Louis XVI passe avec sa famille les trois premières nuits dans quatre pièces du couvent des Feuillants ; la journée, ils sont tenus d’être présents dans une loge derrière le bureau de l‘Assemblée. Puis, ils sont transférés en tant que prisonniers à la Tour du Temple, par la Commune au pouvoir absolu.

## Suites et mémoire des faits
La fin imminente de la monarchie et le remplacement de l'Assemblée législative par la Convention sont suivis de six semaines d'instabilité politique. Durant cette période, la commune parisienne insurgée concentre un plus grand pouvoir que l'Assemblée. Elle exige et reçoit la garde de la famille royale, obtient un pouvoir illimité d'arrestation. Elle ne s’oppose pas aux massacres de Septembre au cours desquels 1200 à 1400 personnes arrêtées sont tuées en prison.
Le Conseil exécutif ad hoc de l'Assemblée n'a pas de statut juridique et un faible appui de l'opinion publique. La Fayette, devant le refus de ses troupes à le suivre dans la défense de la Constitution de 1791, choisit de s'exiler et est fait prisonnier par les Autrichiens.
Les élections pour la Convention sont faites au suffrage universel, mais la participation s'échelonne de 10 à 25 % selon les régions. Plusieurs des députés de l'Assemblée nationale constituante et de la Législative sont reconduits. La Convention se réunit le 21 septembre et devient de facto le nouveau gouvernement français. Une de ses premières mesures est d'abolir la monarchie (qui prenait la forme d'une monarchie constitutionnelle instituée par la Constitution du 3 septembre 1791). Cela marque ainsi la fin de près de huit siècles de monarchie ininterrompue et la naissance de la Première République, premier régime républicain de l'histoire de France. Ainsi, l'an I de la République commence à cette date.
En 1824, François-Auguste Mignet écrivit que le 10 août 1792 « fut l'insurrection de la multitude contre la classe moyenne et contre le trône constitutionnel, comme le 14 juillet avait été l'insurrection de la classe moyenne contre les classes privilégiées et le pouvoir absolu de la couronne. Le 10 août vit commencer l'époque dictatoriale et arbitraire de la Révolution. […] La question alors changea entièrement de nature ; elle n'eut plus pour but la liberté, mais le salut public ; et la période conventionnelle, depuis la fin de la Constitution de 1791 jusqu'au moment où la Constitution de l'an III établit le Directoire, ne fut qu'une longue campagne de la Révolution contre les partis et contre l'Europe ».
En 1821, le Lion de Lucerne, sculpture monumentale de Bertel Thorvaldsen et Lukas Ahorn, est dédié aux gardes suisses massacrés.
Lors des fouilles du Jardin du Carrousel au moment de l'aménagement du Grand Louvre (1989-1990), on a découvert des restes du Logis des Suisses incendié en 1792. Ce bâtiment, qui donnait sur la cour des Suisses, avait été construit entre 1715 et 1722, durant la période où le jeune Louis XV résidait aux Tuileries, pour loger le personnel du palais.

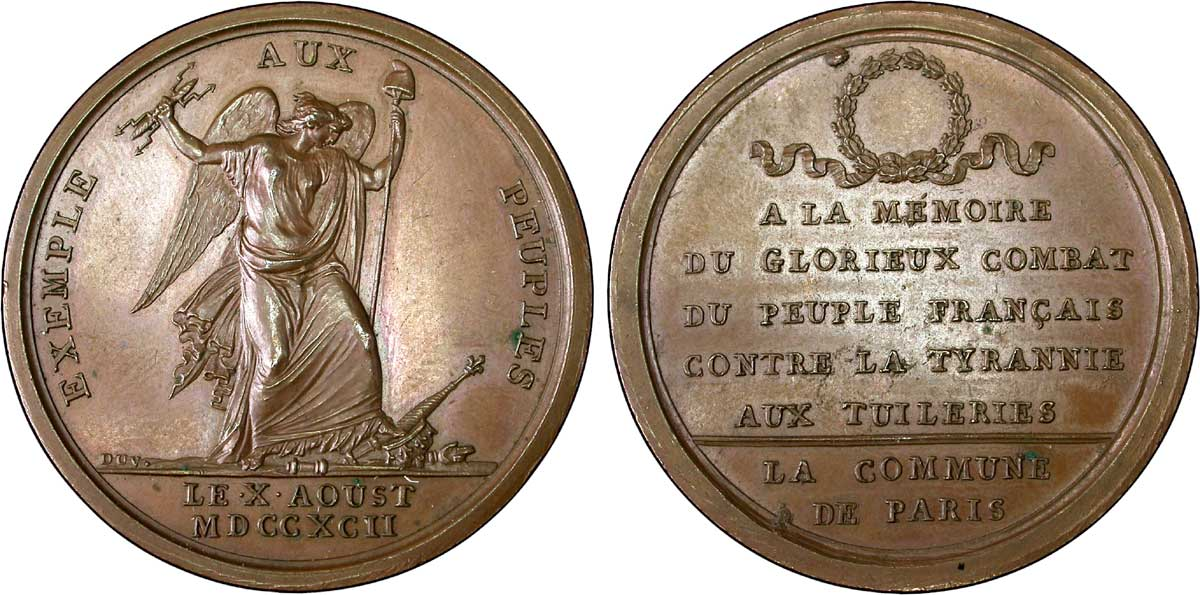
Médaille en mémoire du combat des Tuileries du 10 août.Date: 1792
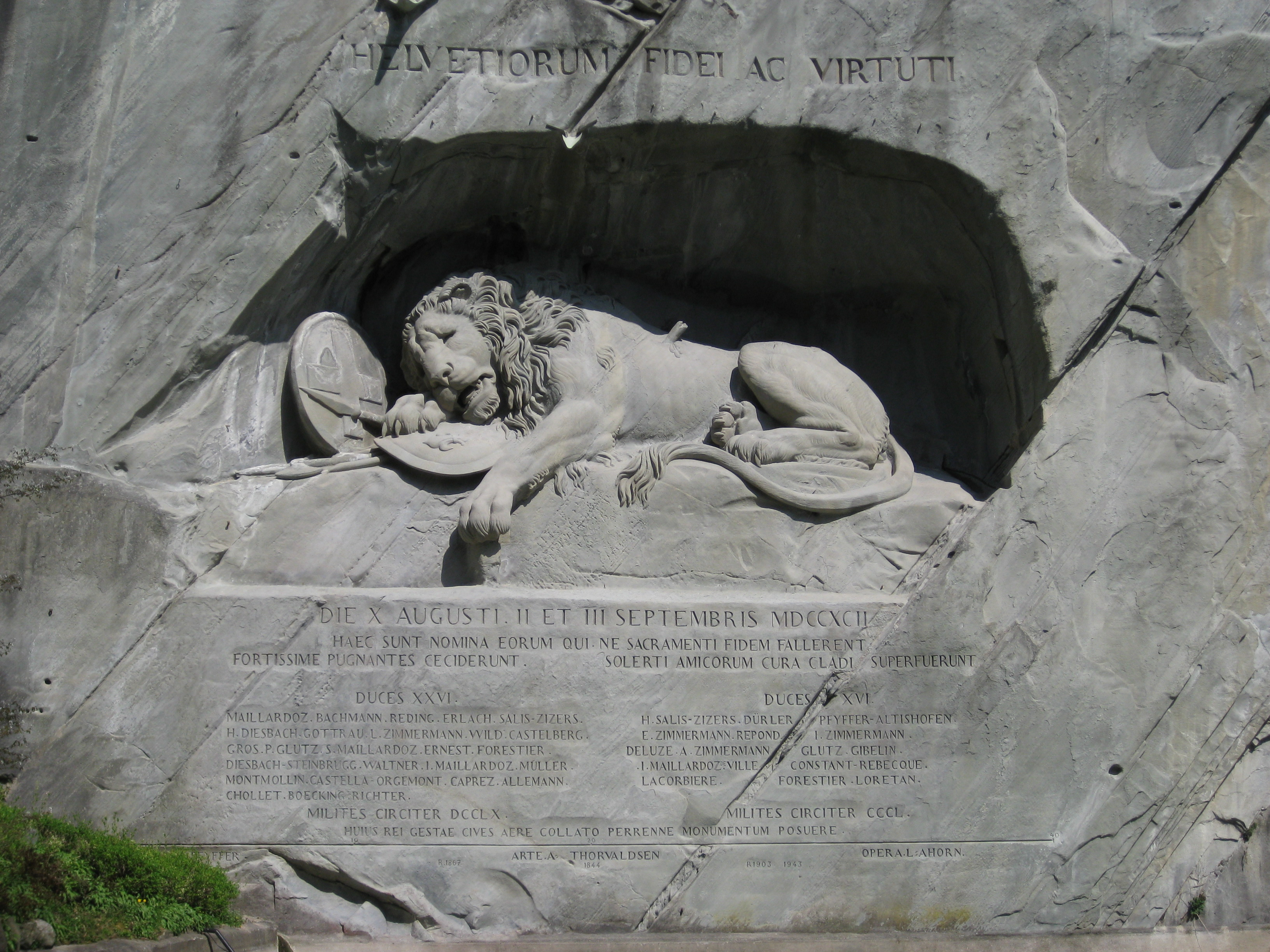
Le Lion de Lucerne dédié aux Gardes suisses massacrés.
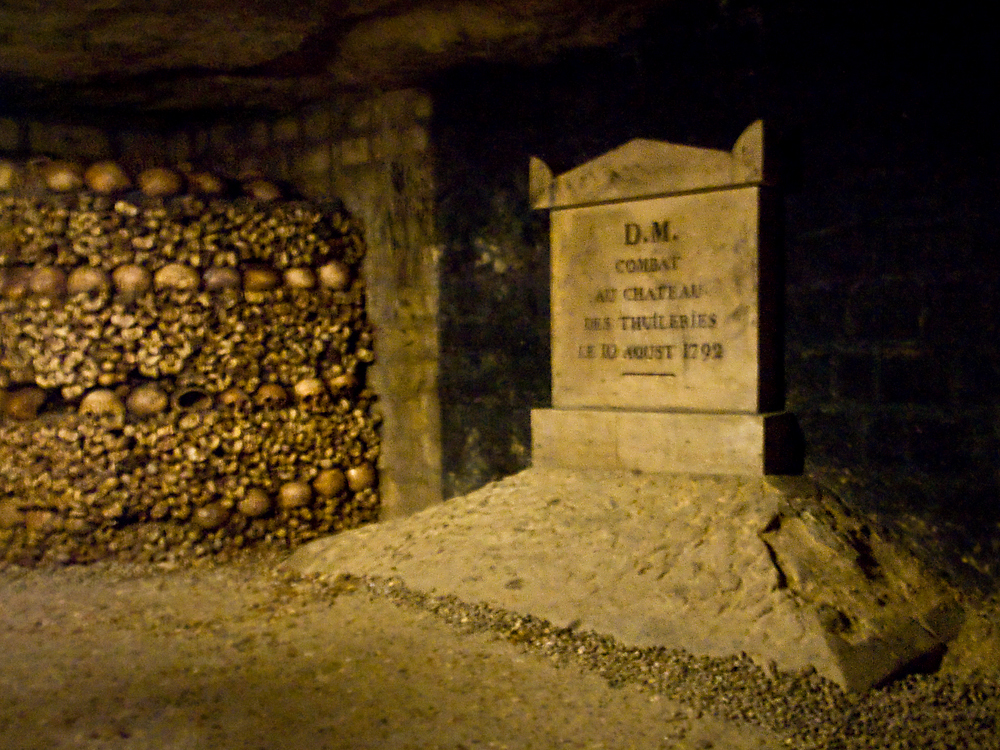
Plaque commémorative dans les Catacombes de Paris, où les corps de nombreux tués furent inhumés directement.